# Charytoniwka (obwód chmielnicki)
Charytoniwka (ukr. Харитонівка) – wieś na Ukrainie, w obwodzie chmielnickim, w rejonie kamienieckim, w hromadzie Dunajowce. W 2001 liczyła 83 mieszkańców.